# Jesús West
Jesús Andrés West Salazar (19 de junio de 1999) es un futbolista panameño que jugó como defensa que actualmente es agente libre.

## Trayectoria

### Costa del Este FC
Se formó en las categorías inferiores del Costa del Este FC y debutó con en la Liga Nacional de Ascenso. Disputó el Ascenso LPF Clausura 2017 llegando hasta semifinales, fue campeón del Ascenso LPF Apertura 2017.

### RU Tenerife
En el 2018 fue cedido al RU Tenerife por el Costa del Este FC.

### Toronto FC II
El 13 de marzo de 2019 fue cedido por el Costa del Este FC al Toronto FC II. Debutó con en la USL League One con el club el 13 de abril de 2019 en el empate 1 a 1 contra FC Tucson en el estadio Kino North siendo titular jugando todo el partido. En la USL League One 2019 jugó 10 partidos, estuvo en la banca en la USL League One 2020, estuvo con en el club hasta el 10 de octubre de 2020.

### CD Plaza Amador
El 13 de octubre de 2020 fue anunciado como nuevo jugador del CD Plaza Amador. Debutó con el club en la Primera División de Panamá el 25 de octubre de 2020 en el empate 0 a 0 contra el CD Universitario en el Estadio Virgilio Tejeira Andrión siendo titular jugando todo el partido. En el Torneo Clausura 2020 jugó 6 partidos llegando hasta playoff.

### CD Plaza Amador II
El 1 de enero de 2021 fue descendido al CD Plaza Amador II para jugar en la Liga Prom. Jugó el Torneo Apertura 2021 Liga Prom llegando hasta semifinales de la conferencia este.

### CD Plaza Amador
El 1 de julio del 2021 fue ascendido al primer equipo del CD Plaza Amador. Después de su ascenso al primer equipo disputó su primer partido el 6 de agosto de 2021 en el empate 0 a 0 contra el Tauro FC en el Estadio Nacional Rod Carew siendo titular jugando todo el partido. En el Torneo Clausura 2021 jugó 6 partidos llegando hasta playoff.

### CD Árabe Unido
El 29 de diciembre de 2021 fue anunciado como nuevo jugador del CD Árabe Unido. Debutó con el club el 6 de febrero de 2022 en la derrota 0 a 1 contra el Alianza FC en el Estadio Armando Dely Valdés siendo titular jugando todo el partido. En el Torneo Apertura 2022 jugó 11 partidos, su salida del club fue el 31 de mayo del 2022.

## Selección nacional

### Categorías inferiores
Ha sido convocado por selección Sub-20 de Panamá para disputar el Campeonato Sub-20 de la Concacaf de 2018 en donde jugó 5 partidos y anotó 1 gol y la Copa Mundial de Fútbol Sub-20 de 2019 en donde jugó 4 partidos llegando hasta los octavos de final.

### Participaciones en selección nacional
| Copa                     | Categoría | Sede           | Resultado        | Partidos | Goles |
| ------------------------ | --------- | -------------- | ---------------- | -------- | ----- |
| Campeonato Sub-20 2018   | Sub-20    | Estados Unidos | Tercer lugar     | 5        | 1     |
| Copa Mundial Sub-20 2019 | Sub-20    | Polonia        | Octavos de final | 4        | 0     |

## Clubes
| Club               | País   | Año         |
| ------------------ | ------ | ----------- |
| Costa del Este FC  | Panamá | 2017        |
| RU Tenerife        | España | 2018        |
| Costa del Este FC  | Panamá | 2019        |
| Toronto FC II      | Canadá | 2019 - 2020 |
| CD Plaza Amador    | Panamá | 2020        |
| CD Plaza Amador II | Panamá | 2021        |
| CD Plaza Amador    | Panamá | 2021        |
| CD Árabe Unido     | Panamá | 2022        |

## Palmarés

### Títulos nacionales
| Título          | Club              | País   | Año    |
| --------------- | ----------------- | ------ | ------ |
| Liga de Ascenso | Costa del Este FC | Panamá | 2017-A |